# Idioma quinqui
El merchero, quinqui o romanó es un idioma, o más bien una jerga, que se habla principalmente en España, también en Francia y algunas partes de Europa, únicamente por los mercheros o quincalleros, una antigua etnia nómada que hoy está asentada en varias zonas del país, como el País Vasco, la provincia de Salamanca, Extremadura, Madrid, Castilla-La Mancha, la provincia de Alicante y otras partes de España. Contiene elementos parecidos pero no iguales a los del caló, de la germanía y del erromintxela. 

## Descripción
Existe poco material publicado sobre el habla de los quincalleros ya que no lo dan a conocer y solamente es utilizado entre ellos. Los testimonios lingüísticos recogidos muestran un léxico familiarizado de varias fuentes, especialmente del erromintxela y del romaní caló. Un ejemplo citado por García-Egocheaga es:
Mutil, ¡achanta la mui!: 'Chico, cállate la boca'
Esto significa mutil 'chico' , mientras que achanta 'callar' y mui 'boca' son elementos léxicos del romanó. Este ejemplo es atribuido a un grupo de mercheros establecidos desde hace mucho tiempo en Miranda de Avilés.